# 황경원
황경원(黃景源, 1709년 ~ 1787년)은 조선의 문신이다. 본관은 장수(長水). 자는 대경(大卿), 호는 강한유로(江漢遺老)이다. 대제학과 형조·예조·공조의 판서를 역임하고, 판중추부사에 이르렀다. 시호는 문경(文景)이다.

## 생애
1727년(영조 3) 생원시에 합격하여 의금부도사를 지내다가 1740년 증광문과에 병과로 급제하였다. 기사관이 되고 검열, 지평, 정언을 거쳐 부교리, 수찬, 헌납, 지평, 수찬이 되고 겸사서, 겸문학을 거쳐 교리를 거쳐 의정부사인이 되고 교리, 필선, 겸필선, 응교, 사간, 겸문학을 거쳐 동래부사가 되고 이후 승지로 진급해서 이후 우승지, 대사간으로 참찬관을 겸하고 이조참의를 거쳐 대사성이 되고 다시 우승지로 임명된다. 이후 예조참판, 호조참판을 거쳐 다시 대사성이 되고 이후 예문관제학을 거쳐 대사헌이 됮다. 연이어서 예문관제학으로 지경연사를 겸하고 홍문관제학, 대사헌, 이조참판, 홍문관제학을 거쳐 바로 대제학을 하다 이조참판에 재임명되고 계속해 형조참판, 이조참판, 병조참판을 거쳐 대사헌을 지내고 다시 예조참판과 이조참판을 거쳐 대제학, 형조판서, 강화유수, 예조판서, 대사헌을 거쳐 대제학으로 동지경연사를 겸하고 경기도관찰사로 외직에 있다가 대제학과 홍문관제학을 거쳐 지중추부사로 물러났다가 대사헌, 홍문관제학을 하며 교서관제조를 겸하고 정조 즉위 후 빈전도감제조를 거쳐 예문관제학, 의정부좌참찬, 대제학, 이조판서를 지내고 정조의 신임으로 예책문제술관을 겸하게 된다. 이후 우참찬, 좌참찬, 대제학을 하고 의정부좌참찬과 예문관제학을 하며 정조의 신임을 얻어서 대제학과 좌참찬을 계속한다. 이후 홍문관제학으로 지경연사를 겸하고 우참찬으로 지경연사와 원임제학을 겸하며 정조를 보필한다. 이후 우참찬, 홍문관대제학, 예문관대제학을 거쳐 이후 지중추부사로 물러났다가 지성균관사로 복귀해 이후 도승지를 거쳐 대제학으로 좌빈객을 겸하고 다시 지중추부사로 물러나 족책문제술관에 있다가 판중추부사로 임명되고 대제학이 되지만 곧 1787년에 병으로 죽는다.